# 31-ша дивізія протиповітряної оборони (РФ)
31-ша дивізія ППО (в/ч 03121) — з'єднання ППО в складі 4-ї армії ВПС і ППО Повітряно-космічних сил Росії в окупованому Росією українському Криму. Створена 2014 року для запобігання військового повернення Україною Кримського півострову.
На озброєнні дивізії перебувають ЗРК дальньої та середньої дії С-400 та самохідні зенітні установки ближньої дії Панцир-С.

## Історія
Бригада ППО бере початок зі створення 25.01.1957 Кримської дивізії ППО в складі:
- Управління дивізії;
- 1007-й зенітний артилерійський полк середнього калібру (в/ч 48589);
- 1014-й гвардійський артилерійський полк середнього калібру;
- 1040-й Червонопрапорний зенітний артилерійський полк середнього калібру (в/ч 09692);
  - 534-й окремий зенітний артилерійський дивізіон середнього калібру (в/ч 72168);
  - 107-й зенітний артилерійський полігон (в/ч 81246);
  - 169-та артилерійська метеорологічна станція;
  - 596-та школа молодших фахівців зенітної артилерії (в/ч 15122);
- 14-й окремий радіотехнічний полк ППО в складі:
  - Управління полку (в/ч 95105);
  - 312-га, 3123-тя, 3124-та, 3126-та, 1932-га радіолокаційні роти ППО;
  - 6177-й, 6179-й радіолокаційні пости ППО;
  - 642-й пункт збору і обробки повідомлень;
  - 137-й окремий радіотехнічний батальйон ППО в складі:
  - Управління батальйону (в/ч 90489);
  - 3127-ма, 2286-та радіолокаційні роти ППО;
  - 6180-й, 203-й радіолокаційні пости ППО;
- 20-й окремий радіотехнічний центр ППО;
- Контрольно-ремонтна автомобільна станція;
- 568-та школа фахівців РТВ;
- 63-тя окрема рота ДП РТВ дивізії;
- 222-й вузол зв'язку ППО ЧФ (в/ч 03121);
- 760-та окрема радіорелейна рота ППО (в/ч 81368);
- 181-ша авіаційна дивізія.

З 1.04.1960 Кримська дивізія ППО переформована в 1-шу дивізію ППО. У 1988 році 1-ша Д ППО була об'єднана з 21-ю Д ППО в 60-й К ППО з дислокацією у місті Одеса, й фактично розформована. У 1991 році з частин, що дислокувалися у АР Крим була сформована тактична група «Крим», яка фактично мала підрозділи колишньої 1-ї дивізії ППО.
Після окупації Криму Росією у 2014 році, в історичних будівлях 1-ї Д ППО була створена 31-ша Д ППО.

## Структура
Штаб розташований в окупованому Росією українському місті Севастополь. Частини що входять до складу дивізії:
- 12-й зенітно-ракетний полк, місто Севастополь;
- 18-й гвардійський зенітно-ракетний полк, місто Феодосія, селище Гвардійське;
- 3-й радіотехнічний полк, Севастополь.

## Командири
Командири 31-ї дивізії ППО:
- генерал-майор Верепаха Микола Васильович (1.12.2014—06.06.2019);
- генерал-майор Куликов Володимир Михайлович (06.06.2019—20.06.2020);
- генерал-майор Жилавий Павло Васильович (з 20.06.2020).[1]